# Thunbergia siantanensis
Thunbergia siantanensis är en akantusväxtart som beskrevs av Cornelis Eliza Bertus Bremekamp. Thunbergia siantanensis ingår i släktet thunbergior, och familjen akantusväxter. Inga underarter finns listade i Catalogue of Life.